# Tradition de Pierre le laboureur
 (août 2010).
La Tradition de Pierre le laboureur est un ensemble d'environ 14 textes en prose et en vers, écrits entre l'époque de John Ball (mort en 1381) ou de la Révolte des paysans de 1381 et le règne d'Élisabeth Ire (1558-1603) et même au-delà. Tous ces ouvrages mettent en scène un ou plusieurs personnages, le plus typique étant Piers du poème Piers le laboureur de William Langland. Un plus grand nombre de textes, ayant un lien moins évident avec Pierre le laboureur, peuvent aussi être considérés comme faisant partie de la tradition.
Ces textes ont comme principe de se faire l'écho de manière satirique des mécontentements économiques, sociaux, politiques, et religieux, et de s'intéresser aux décisions politiques et à la relation entre les gens du peuple et le roi. À cet égard, ils s'apparentent à des ouvrages tels que The Song of the Husbandman (vers 1340), Wynnere and Wastoure (vers 1353) et The Parlement of the Thre Ages (1375 - 1400). La tradition de Pierre le laboureur a donc contribué à l'émergence de la « sphère publique » pré-moderne. La plupart de ces ouvrages sont anonymes ; beaucoup sont pseudépigraphes par volonté de l'auteur ou du fait d'une attribution tardive erronée. La distinction entre fiction et histoire y est souvent floue.

## XIVeetXVesiècles
(Sauf précisions, les dates rapportées ici font référence à l'année où le texte fut écrit.)
À côté des écrits de John Ball, les plus anciennes contributions à la Tradition de Pierre le laboureur sont grandement associées aux Lollards :
- Pierce the Ploughman's Crede, poème anonyme, Lollard, allitératif, anticlérical et satirique, écrit vers 1395 et imprimé en 1553 et 1561.
- The Plowman's Tale, aussi connu sous le titre The Complaynte of the Ploughman, un poème lollard écrit aux environs des années 1400, imprimé seul vers 1533-1536 et à nouveau vers 1548.
- The Praier and Complaynte of the Ploweman unto Christe, un texte sous forme de tract et de prière pour la réforme, en prose, écrit vers 1400. Quelques sources le placent vers 1350, d'autres aux environs de 1450. Il fut imprimé deux fois, vers 1531 et 1532.
- Richard the Redeless et Mum and the Sothsegger, tous les deux écrits vers 1405, sont généralement considérés comme venant du même auteur et peut-être les deux parties d'un seul travail. W. W. Skeat les attribuait à Langland lui-même.
- The Crowned King (1415)

Moins directement et consciemment évocateurs de Piers Plowman, nous trouvons ces textes :
- Jack Upland, une satire lollarde écrite dans les années 1389-1396
- Responsiones ad Questiones LXV et Friar Daw's Reply, deux ripostes anti-lollardes à Jack Upland
- Upland's Rejoinder, une riposte lollarde au Friar Daw's Reply
- I-blessyd Be Cristes Sonde, parfois aussi mentionné à tort sous le titre de God Speed the Plough

## XVIeetXVIIesiècles
(Sauf précisions, les dates rapportées ici font référence à l'année où le texte fut écrit.)
Beaucoup des textes de laboureurs cités ci-dessus, qui ont d'abord circulé sous une forme manuscrite, ont ensuite réapparu sous forme éditée, avec souvent des modifications dans le texte opérées dans le but de les faire passer pour des textes proto-protestants. Cela est vrai aussi pour les premières éditions de Piers Plowman en 1550 et 1561 par Robert Crowley et Owen Rogers. William Tyndale pourrait (ainsi le pensaient certains de ses contemporains) avoir augmenté la préface de l’édition imprimée de Praier and Complaynte, ce qui aiguisa la plume critique de Thomas More. John Foxe participa grandement à fixer le même texte, avec les quatre éditions de son célèbre Actes and Monuments (Livre des Martyrs) de 1570 à 1610. À l'instar de Jack Upland, The Plowman's Tale se retrouva associé à l'œuvre de Geoffrey Chaucer et fut ajouté par de nombreux éditeurs aux quatre anthologies des textes de Chaucer éditées entre 1542 et 1602. Un ouvrage contenant I Playne Piers which Cannot Flatter, un mélange d'extraits de The Plowman's Tale et des textes nouveaux (datant d'après 1540), fut imprimé en 1550 et attribué à l'auteur de Piers Plowman qui était alors considéré comme inconnu ou bien identifié comme étant Chaucer, John Wycliffe, ou bien Robert Langland. I Playne Piers fut réimprimé par les écrivains puritains Martinistes au moment de la Controverse de Martin Marprelate en 1589. Le texte avait alors été réintitulé, O read me, for I am of great antiquitie . . . I am the Gransier of Martin Mare-prelitte.
Il y eut aussi beaucoup de nouveaux textes produits au XVIe siècle qui peuvent être considérés comme faisant partie de la tradition de Pierre le laboureur, tel que The Shepheardes Calendar (le Calendrier des Bergers) d'Edmund Spenser qui met en scène un personnage nommé "Piers" et qui emprunte consciemment des lignes de The Plowman's Tale. Le personnage de Spenser, Colin Clout, qui apparaît dans deux de ses poèmes, est aussi un avatar de Piers dérivé de John Skelton. John Bale considérait Skelton comme un vates pierius - prophète poétique (pierius faisant peut-être allusion à Piers) - le prophète-poète anglais prééminent. Bale appréciait les attaques de Skelton sur le clergé et son ouverture directe concernant le célibat ecclésiastique. Colin Clout (1521) est une des satires anti-Wolsey de Skelton dans laquelle le héros éponyme, un vagabond, se lamente au sujet des hommes d’Église corrompus.
Les textes du XVIe siècle qui font référence au poème Pierre le laboureur ou au personnage de "Pierre le laboureur" incluent :
- The Banckett of Iohan the Reve unto Peirs Ploughman, Laurens laborer, Thomlyn tailer and Hobb of the hille with others (British Library MS Harley 207) qui fut écrit en 1532. Dans ce texte, un Protestant nommé Jacke Jolie, cite des réformistes, parmi lesquels Martin Luther, au sujet l'Eucharistie. En face de lui, un Piers catholique défend la doctrine romaine.
- Jack of the North, un dialogue écrit en 1549.
- A Godly Dyalogue and Dysputacyion Betwene Pyers Plowman and a Popysh Preest concernyng the supper of the lorde  (vers 1550)
- The Contention...upon David Dycers Dreame par Thomas Churchyard (vers 1551-52)
- Probablement édité par Robert Crowley, Pyers Plowmans Exhortation unto the Lordes, Knightes, and Burgoysses of the Parlyamenthouse (vers 1550)
- George Gascoigne dans The Fruites of Warre (1575) et The Steel Glas (1576), utilise mais complique la tradition. Piers devient une figure ambivalente, capable de vice et de rechercher simplement son intérêt personnel ; il n'est plus un personnage pur et idéalisé. Gascoigne fait la satire du clergé et des élites corrompus, mais également des "innocents" laboureurs, les plaintes de ces derniers étant tout autant motivées par des intérêts personnels. Un individualisme rampant transcende toutes les divisions sociales.
- Probablement édité par Francis Thynne, Newes from the North Otherwise called the Conference between Simon Certain and Pierce Plowman (1579)
- Probablement édité par William Kempe et Edward Alleyn, A Merry Knack to Know a Knave (1594), une pièce morale de l'époque élisabéthaine tardive dans laquelle Piers Plowman est introduit par l'Honnêteté et se plaint auprès du roi à cause de seigneurs injustes. Quand elle fut interprétée le 11 juin 1592, une révolte éclata dans le public ; cela entraîna une décision du City Council (conseil municipal) ordonnant que tous les théâtres soient fermés jusqu'en septembre. Une autre pièce, A knack to know an honest man (1596) est probablement une réponse à celle-ci ; elle met en scène des bergers et fut imprimée par John Danter, l'éditeur Thomas Nashe.

Moins directement associés à Piers, on trouve aussi :
- God Spede the Plough
- A Lytell Geste how the Plowman lerned his Pater Noster (vers 1510), imprimé par Wynkyn de Worde et mis en circulation dans la période des années 1560 à 1582. Dans cet ouvrage, un prêtre catholique représente l'image d'une religion droite tandis que le laboureur est un ignare près de ses sous. Peut-être qu'une large sympathie pour ce point de vue explique pourquoi Piers Plowman ne fut pas imprimé jusqu'en 1550.
- Of Gentylnes and Nobylyte: A dyaloge betwene the marchaunt the knyght and the plowman dysputyng who is a verey gentylman and who is a noble man and how men shuld come to auctoryte, compiled in a maner of an enterlude, or the Dialogue of the Gentleman and Plowman... (1525). C'est une œuvre dramatique qu'on appelle souvent (et de manière erronée) Dialogue of the Gentleman and Plowman (le dialogue du Gentilhomme et du Laboureur. Son éditeur, John Rastell, ou John Heywood pourrait en avoir été l'auteur. Dans ce dialogue, le laboureur a le dessus et remporte le débat, argumentant de son mérite individuel basé sur sa vertu intérieure. Dans l'échange, le laboureur fait un examen critique des bases de la richesse de l'aristocratie terrienne.
- A Proper Dialogue Between A Gentleman and a Husbandman (1529 et 1530), mélange des textes lollards des XIVe et XVe siècles avec des textes protestants contemporains.
- The Pilgrim's Tale (dans les années 1530)
- John Bon and Mast Parson (1547 ou 1548)
- Barnabe Googe, Eglogs, Epytaphes and Sonettes (1563)
- The Kalender of Shepardes (vers 1570), traduit du Français par Robert Copland.
- A Pedlar's Tale to Queen Elizabeth (1578-90?) Une pièce dans laquelle le personnage principal est un laboureur itinérant qui émet une analyse prophétique et satirique et des conseils aux élites traitant des difficultés sociales de l'époque.
- Death and the Five Alls, une composition moqueuse illustrée, décrivant le laboureur comme le pilier de la société.
- A Compendious or Briefe Examination of Certayne Ordinary Complaints, d'abord publié en 1581. Réimprimé en 1583 sous le titre de De Republica Anglorum: A Discourse on the Commonwealth of England. Attribué à Sir Thomas Smith tout comme à William Stafford et John Hales. Il parle d'Histoire et des conditions économiques sous le règne d'Edouard VI. Il dépeint un homme, fermier et marié, se plaignant dans un dialogue avec un docteur qui lui dit de remettre en question ses vieilles conceptions au sujet de l'économie agricole. On y trouve les grandes lignes de la hiérarchie sociale anglaise d'alors : 1) les gentilshommes, 2) les citoyens et les bourgeois, 3) les yeomen, et 4) la quatrième catégorie de gens qui ne commandent pas. Il affirme l'opinion orthodoxe qu'il n'appartient pas aux gens du commun de discuter ou d'influencer les affaires publiques et la politique ; ils sont politiquement dés-affranchis dans un système paternaliste qui est néanmoins concurrencé par la prise de conscience de leur pouvoir même quand il est dénié. Le yeoman commun est identifié comme distinct de la populace ; c'est le yeoman qui forme la base de la société et de l'économie anglaises. Toutefois, il ne peut être comparé à un gentilhomme sur la base de l'esprit, de la conduite ou du pouvoir. Les Yeomen sont nombreux, obéissants, forts, capables d'endurer la dureté, et courageux. (C'est-à-dire qu'ils font d'excellents, loyaux et patriotiques conscrits.)
- An Almanac for 1582 prédit que les gens du commun seront factieux... querelleurs, impatients, et outranciers, l'un enviant l'état et la position de l'autre: comme le pauvre avec le riche, le laboureur avec le gentilhomme."
- John Harvey, A Discorsive Problem concerning the Prophecies, How far they are to be valued, or credited, according to the surest rules, and directions in Divinitie, Philosophie, Astrologie and other learning (1588) expose que, "For how easily might I heer repeate almost infinite examples of villainous attempts, pernitious uprores, horrible mischeefes, slaughters, blasphemies, heresies, and all other indignities, and outrages, desperately committed, and perpetrated through means of such inveterate, and new broched forgeries. . . . neither shal I therefore neede to ransacke Pierce Plowmans satchell; nor to descant upon fortunes, newly collected out of the old Shepherds Kalendar..."
- Richard Harvey, Plaine Percevall the Peace-Maker of England (1590), Percevall, un homme simple usant de bon sens, s'attaque à tous les anti-Martinistes, il cherche cependant à faire cesser la controverse.
- Edmund Spenser's The Faerie Queene, livres 1 à 3 (1590). Dans le premier livre, les origines des chevaliers de la Redcross sont riches de nombreux sens: en tant que symbole national, il est Saint George, le saint patron de l'Angleterre, et Spenser insiste sur les humbles origines agricoles du nom George (Georgos est le nom grec pour "fermier"). A un niveau plus individualisé, Redcrosse représente une mobilité sociale radicale, arrivant des champs à la cour de la reine. Spenser exprime ici, sans aucun doute, une sorte d'allégorie personnelle qui trouverait écho auprès d'autres hommes ambitieux mais d'origine modeste. Cependant une telle mobilité menace aussi l'ordre agraire en sapant la fixité de la hiérarchie sociale soutenue par les complaintes agraires conservatistes plus anciennes:

```
Thence she thee brought into this faerie Lond,
And in an heaped furrow did thee hyde,
Where thee a Ploughman all unweeting fond,
As he his toylsome teme that way did guyde,
And brought thee up in ploughmans state to byde,
Whereof Georgos he thee gave to name;
Till prickt with courage, and thy forces pryde,
To Faery court thou cam'st to seeke for fame,
And prove thy puissant armes, as seemes thee best became.
```

- Robert Greene, A Quip for an Upstart Courtier (1592), la base d'une pièce aujourd'hui perdue interprétée par The Chamberlain's Men, Clothbreeches and Velvethose (1600).
- Thomas Nashe, Pierce Pennilesse His Supplication to the Devil (1592)
- Gabriel Harvey, Pierce's Supererogation (1593), une réponse aux attaques de Nashe sur Harvey et ses frères.
- Robert Wilson, The Cobler's Prophecy (1594), une pièce.
- Pedler's Prophecie (1595), une pièce.
- Henry Chettle, Piers Plainnes seaven yeres Prentiship. Piers, un picaro, conte ses aventures à des bergers arcadiens de la vallée de Tempé. Il a servi comme apprenti pendant sept ans chez plusieurs maîtres : un courtisan fanfaron, Æliana, reine vierge de Crète, Ulpian, un usurier faisant aussi profession de fripier[1]. Piers mène une vie misérable, et Chettle, plus familier des milieux interlopes de Londres que des amours d'Æliana et d'Æmilius, fournit des détails sordides dans des scènes de bas quartiers[1]. N'attendant plus rien de la cour affectée par la corruption générale, le Piers de Chettle suit le périple imaginé par Virgile et repris par Wyatt et Spenser : l’apaisement ne sera trouvé que dans une retraite pastorale. L'Euphues de John Lyly en est une source évidente d'inspiration, comme de beaucoup d'autres romans de la fin de la période élisabéthaine,. L'influence d'autres chefs-d'œuvre de la littérature de bas-fond est également visible, notamment les ouvrages de Nashe : Pierce Pennilesse (Pierre sans le sou) et The Unfortunate Traveller (Le voyageur malchanceux).

Comme Thomas More et Robert Crowley, l'évêque Hugh Latimer donnait plus d'importance à la richesse commune ("common wealth") qu'à la commodité privée ("private commodity"). Il était un critique déclaré des clôtures des terres, des abus des propriétaires terriens, et des aristocrates qui profitaient de la dissolution des monastères pour s'enrichir. Tout comme Crowley, Latimer était capable d'être particulièrement acerbe, lorsque Edward Seymour, 1er duc de Somerset, avait une influence déterminante à la Cour en tant que Lord Protector d'Angleterre, durant une partie de la minorité d'Edouard VI. Un célèbre sermon de Latimer, intitulé le Sermon des Laboureurs ("The Sermon of the Plowers"), présente les prêcheurs comme des laboureurs de Dieu. Il fut prononcé à St. Paul's Cross, le 18 janvier 1548 et imprimé la même année par John Day. C'était le dernier des quatre "Sermons sur le Labour" ("Sermons on the Plough"). Les trois premiers ont été malheureusement perdus. Le message de Latimer, tout en étant religieux, possède également un contenu politique marqué, reconnaissant les difficultés matérielles des gens affectés par la clôture des terres. Latimer attaque le clergé qui laisse faire, le comparant à des laboureurs causant une famine spirituelle, et la clôture est une métaphore pour désigner les obstacles à un prêche véritable. Le diable est appelé le plus grand évêque et le laboureur le plus occupé d'Angleterre; il est en train d'ensemencer la terre grâce aux pièges rituels et ornementaux du papisme. Le style des sermons de Latimer est caractéristique du langage ordinaire, direct et familier de Piers et du protestantisme populaire. L'ouvrage d'Anthony Anderson, The Shield of our Safetie (1581), utilise cette représentation du pasteur-laboureur due à Latimer, mais il ne veut pas attribuer de vertu spéciale aux gens du peuple et aux travailleurs de la terre. La dévotion manque totalement en Angleterre, « de la Noblesse au Laboureur ». Dans son A Briefe Discourse of Certaine Points of the Religion which is among the Common Sort of Christians (1583), George Gifford affirme que « ce n'est pas aux laboureurs de se mêler des écritures ».

## Modes et influences
(novembre 2015).
Le contenu est difficilement compréhensible vu les erreurs de traduction, qui sont peut-être dues à l'utilisation d'un logiciel de traduction automatique.
La diffusion et la réception de Visio Willelmi de Petro Ploughman ("William's Vision of Piers Plowman" -- Pierre le laboureur) du XIVe au  XVIe siècle est assez complexe et est très révélatrice des changements de la société et de la politique anglaises. D'un catholicisme strict dans sa doctrine, mais réformiste en ce qui concerne la critique sociale et plaidant pour un changement moral, économique, et politique pour l'Église et la nation anglaises, le(s) poème(s) d'origine --et la figure de Piers dans l'imagination populaire-- pourraient être et, effectivement, furent interprétés de nombreuses et différentes manières à travers les siècles, en fonction des a priori historiques et idéologiques des lecteurs variés et aussi des formes dans lesquelles les textes furent diffusés.
Comme Érasme et son œuvre, Piers fut exposé à l'appropriation par les Lollards et, plus tard, par les protestants de la Réforme. La fameuse profession de foi de William Tyndale à un "prêtre papiste", rapportée dans le Livre des Martyrs de John Foxe, est un écho du Paraclesis d'Erasme, en accord aussi avec les images populaires du laboureur pieux: "If God spare my life ere many years, I will cause a boy that driveth the plow shall know more of the scripture than thou dost" (« Si Dieu épargne ma vie sur terre encore de nombreuses années, je ferai qu'un garçon qui mène une charrue connaisse l'Écriture mieux que tu ne la connais toi-même »). Auparavant Erasme avait écrit, dans son introduction à son Nouveau Testament en grec, à propos de traductions de la Bible en langues vernaculaires et de son adaptation musicale sur des airs populaires : « Si, grâce à cela, le paysan pouvait chanter quelques versets en labourant ». Ailleurs, Tyndale est plus près d'Erasme: "I wold to God the plowman wold singe a text of the scripture at his plowbeme...". De même, le texte de Piers et l'image du laboureur anglais évoluèrent d'une identité catholique réformiste à une identité protestante beaucoup plus révolutionnaire. Tout d'abord wycliffite (c'est-à-dire Lollarde), puis davantage anticatholique romaine, cette image fut utilisée pour combattre les abus relevés dans l'Église d'Angleterre et dans la société anglaise en général.
Cependant C. S. Lewis met en garde contre l'image d'un Tyndale et d'un Thomas More « représentant respectivement un ancien et un nouvel ordre », car il y a davantage de continuité que de discontinuité entre les versions catholiques et protestantes, médiévales et réformistes de Piers. Comme l'écrit Lewis, Tyndale et More attaquent tous deux l'enclosure, l'élevage ovin, et demandent que les désirs de l'Homo œconomicus soient totalement soumis à l'éthique traditionnelle chrétienne. Au sujet de Tyndale et de More, Lewis remarque « que ce qu'ils ont en commun n'est indubitablement qu'un simple "plus grand facteur commun" ». Emblèmes majeurs de ce que Tyndale, More, et d'autres comme eux avaient en commun, les personnages de Piers et du laboureur – avec leurs représentations changeantes au cours du XVIe siècle – sont un indicateur des changements de la société anglaise qui, finalement, était opposée à la vision sociale que Piers incarnait à l'origine.
Après près de deux siècles, la tradition du laboureur (tradition de récrimination et de satire sociales) devient plus chaucerienne et moins langlandienne dans la mesure où elle devient plus pragmatique, sinon cynique, et moins ardemment idéaliste ou concernée par la poursuite de la justice sociale sous tous ses aspects. Elle devient de plus en plus un véhicule profane pour tourner en dérision et se plaindre des rivalités de classe et des désaccords politiques – et également pour contenir ou empêcher de telles choses. Ce qui est remarquable dans la littérature élisabéthaine de Piers le laboureur (à part quelques exceptions) est l'absence du vieux radicalisme religieux qui expose clairement aux hommes du peuple, pauvres et pieux, la corruption des élites et l'hypocrisie et la dissimulation du clergé. Dans de nombreux cas le nom de Piers demeure commun, mais sa vocation est généralement modifiée. À quelques exceptions près, il n'est plus un réformateur religieux ; il tend en fait à devenir plus laïque. Quelques rares tournures du vieux Piers demeurent encore, mais de façon globale, il semble qu'en tant que traditionnelle « voix du peuple », il doit changer. Cela ne veut pas dire que Piers est devenu apolitique ou même moins politique, bien que cela puisse être le cas avec des auteurs comme Gascoigne, qui pointent du doigt la corruption universelle et se moquent de l'idée, figurant dans la majorité de la littérature du laboureur, que les humbles sont intrinsèquement vertueux. Pour ceux qui ne rejettent pas la tradition, il semble que Piers devient moins idéaliste et plus pragmatique avec une vue plus nuancée de la société anglaise. La critique des riches et des puissants continue, mais plutôt que d'adresser directement des plaintes à ceux-ci, ainsi qu'au monarque et au Parlement comme le font les édouardiens Crowley, Latimer et Thomas Lever. Ils deviennent les sujets de divertissements populaires comiques et souvent satiriques. Pièces et pamphlets deviennent le véhicule d'une analyse sociale en s'intéressant aux identités et aux rivalités de classes, qui y sont rendues avec une plus grande complexité et davantage de détails que dans la littérature plus ancienne.
Avant ce changement, le vieil esprit politico-religieux et moral de Langland et le désir d'une justice sociale ((en)) was close to that of social-minded evangelicals of the early and mid-Tudor era who advocated for the re/formation of a godly commonwealth.⇔ Mais contrairement au Piers médiéval et du début du XVIe siècle, ses successeurs élisabéthains ((en)) discarded the comprehensive, reformist vision underwritten⇔ par la croyance dans une norme sociale théocentrique. Jusqu'à un certain point cela résulta du fait que la Réforme s'était officiellement terminée aux yeux de la reine et de ceux qui avaient accepté le Règlement élisabéthain. Des lois de censure avaient pris effet en 1551, 1553, et 1559, officiellement ((en)) banning⇔ discussion sur les affaires religieuses ou les affaires concernant l'État. Néanmoins, la Couronne était probablement incapable et non désireuse de renforcer complètement ces, en particulier dans le cas des textes qui favorisaient (ou paraissaient assez favoriser) ses intérêts--par exemple, The Cobler's Prophecy. Les Puritains radicaux qui pouvaient sympathiser avec l'ancien Piers en tant que critique de l'Église et l'État établis étaient tout à fait politiquement incorrects ((en)) sous le Règlement élisabéthain and open to--at the least--accusations of naiveté.⇔ D'autres causes étaient aussi en marche. Avec la division et l'effondrement de la Chrétienté au moment de la Réforme, la conception médiévale de la hiérarchie sociale, aussi bien que du Purgatoire et de l'Enfer, si centraux dans le poème de Langland, étaient des vestiges reminiscents d'un ordre passé. Ils n'avaient plus cette cohérence qui pourrait soutenir et expliquer les réalités matérielles et politiques comme, par exemple, ((en)) Machiavel could to the official and often real shock and dismay of the pious. Nor did they retain much spiritual purchase on men's lives once Protestant solafidian theology⇔ modifia la peur de l'Enfer et élimina largement la mentalité pénitentielle du monde plus catholique et médiéval de Langland. Même dans Piers Plowman on peut voir, avec du recul, tous ces résultats comme des possibilités émergentes.